# مگس‌گیر داروین
مگس‌گیر داروین (نام علمی: Pyrocephalus nanus) یا مگس‌گیر شنگرفی کوچک، گونه‌ای مگس‌گیر است که نزدیک به مگس‌گیر شنگرفی و بومی جزایر گالاپاگوس است. همان تهدیدهایی که منجر به انقراض مگس‌گیر سان کریستوبال شد، از جمله گونه‌های مهاجمی مانند خرموش، امروزه مگس‌گیر داروین را نیز تهدید می‌کند. جمعیت‌های آن در جزایر سانتا کروز، فرناندینا، رابیدا و ایزابلا وجود دارند. در جنگل‌های نمناک و درختچه‌زارها زندگی می‌کند و میانگین عمر آن پنج سال است.